# ثابت بن قره
ثابت بن قُرّه (۲۲۱–۲۸۸ ه‍.ق / ۸۲۶–۹۰۱ م) از مندائیان زادهٔ حَرّان شام (سرزمین) سوریه که در بغداد می‌زیست. او ریاضی‌دان و مترجم نهضت ترجمه، اخترشناس، و عضو بیت‌الحکمه بوده است. ثابت بن قُرّه کاشف حرکت انتقالی زمین است.

## اهمیت
ثابت ابن قُرّه ابداع‌کنندهٔ دانش ایستایی (استاتیک) و نخستین کسی بوده که فاصلهٔ زمین تا خورشید و طول سال خورشیدی را اندازه گرفته است.
او، با تجربهٔ عینی، نظریهٔ زمین‌مرکزی بطلمیوس را زیر سؤال برده و دریافته است که خورشید باید مرکز منظومهٔ شمسی باشد. کوپرنیک نظریهٔ خود را بر اساس نظرات وی مطرح کرده و در کتاب خود از او نام برده است.
او پس از سرخسی و کندی، پی‌گیرنده موسیقی یونانی در مقابل موسیقی معمول در کشورهای اسلامی است.

## کارهای نجومی
وی طول سال انتقالی را ۳۶۵ روز، ۶ ساعت، ۹ دقیقه و ۱۲ ثانیه (خطای ۲ ثانیه) تعیین کرد.
وی فرضیه بطلمیوس، حرکت خورشید و ماه و نظریه ساعت‌های آفتابی را مورد بررسی انتقادی قرار داد.
هنگامی که به فرضیه‌های بطلمیوس نگاه می‌کرد، سال انتقالی را پیدا کرد که هنگام نگاه به زمین و اندازه‌گیری آن در پس زمینه ستارگان حرکتی نداشتند که نشان می‌داد آنها هم نسبت به خورشید وضعی شبیه به زمین دارند که به نظریه امروزی خیلی شبیه است.

## آثار
آثار علمی ثابت بن قرّه در ریاضیات، نجوم، مکانیک، علوم طبیعی، موسیقی، پزشکی و دامپزشکی بیش از ۱۰۰ اثر داشته که نسخه‌های شماری از آنها باقی مانده‌است و برخی از آنها نیز تصحیح یا بررسی شده‌اند.

### ریاضی
آثار ثابت بن قرّه در ریاضیات به سه دسته تقسیم می‌شود: تألیف‌ها، ترجمه‌ها، و تصحیح‌ها:
تألیف‌ها
1. کتاب فی الشکل المُلقَّب بِالْقَطّاع
2. مقاله فی استخراج اعداد المُتَحابَّةِ بِسُهُولَةِ الْمَسْلَکِ الی ذلک
3. کتاب المفروضات
4. کتاب فی مساحة قَطْعِ المخروطِ الذی یُسَمَّی المُکافی
5. مقاله فی مَساحَةِ المُجَسَّماتِ المُکافِیَة
6. فی مساحة الاشکال المسطحة و المجسَّمة
7. کتاب الی المتعلمین فی النسبة المؤلّفة
8. کتاب الی ابن وَهْب فی التأتی لاستخراج عملِ المسائلِ الهندسیة
9. کتاب فی عملِ شَکْلٍ مُجَسَّمٍ ذی اَرْبَعَ عَشْرَةَ قاعدةً تُحیطُ به کُرَةٌ مَعْلُومَة
10. مقاله فی اَنَّ اَلْخَطَّیْنِ اذا اُخرجا علی اَقَلْ من زاویتینِ قائمتینِ التَقَیا
11. مقاله فی برهانِ المصادرةِ المشهورةِ من اقلیدس
12. فی تصحیح مسائل الجبر بالبراهین الهندسیة
13. کتاب فی القطوع الاسطوانة و بسیطها
14. مسألة فی عمل المتوسطین و قسمة زاویة معلومة بثلاثة اقسام متساویة
15. رساله فی الحُجة المنسوبة الی سقراط فی المربع و قُطرِه
16. مسألة اذا اُخرج فی دائرةٍ ضلعُالمثلث و ضلعُ المسدس فی جهةٍ واحدة عن المرکز کانَ سطحُ الذی یُحازُ بَیْنَهُما مِثلَ سُدْس دائرة

ترجمه‌ها
1. کتاب المأخوذات لارشمیدس
2. شرح الشَکل الملقبِ بالقَطّاعِ من کتابِ المجسطی
3. رساله فی الاصول الهندسیة
4. رساله فی الدوائر المُتَماسَّة
5. کتاب المخروطات لابولونیوس
6. برگی از کتاب حساب نیکوماخوس که ثابت ترجمه کردمقدمه ای بر حساب نیکوماکوس

تصحیح‌ها
1. اصلاح ترجمة اصول اقلیدس
2. اصلاح کتاب المُعْطَیات لاقلیدس
3. کتاب الکرة المتحرکة لاوطولوقس

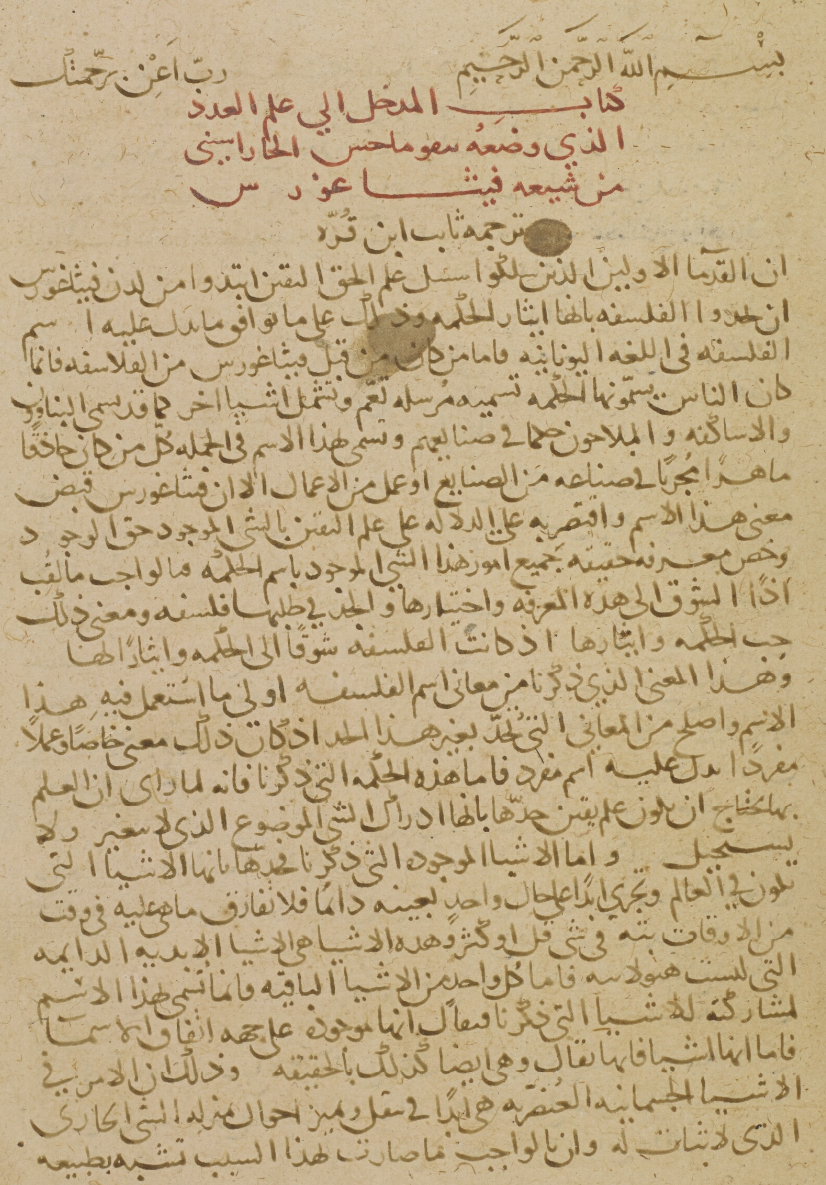
برگی از کتاب حساب نیکوماخوس که ثابت ترجمه کرد

4. ترجمه کتاب الکرة و الاسطوانة لارشمیدس
5. کتاب الْاُکَرْ لثاوذوسیوس

### اخترشناسی
مهم‌ترین آثار نجومی موجود ثابت به شرح زیر است:
1. کتاب فی آلاتِ الساعاتِ الَّتی تُسَمَّی رُخامات
2. مقاله فی صفة الاشکال آلتی تَحْدُثُ بِمَمَرِّ طَرَفِ ظِلِّ المقیاسِ فی سطحِالافقِ، فی کل یوم و فی کل بَلْدَةٍ
3. کتاب فی اِبْطاءالحرکة فی فلک البروج و سرعتها بحَسَب المواضع آلتی تکون فیها من الفلک الخارج المرکز
4. فی سَنَة الشمس
5. رساله الی اسحاقِبن حنینِ آلتی یَذکر فیها حرکة الفلک مُقبلاً و مُدبراً
6. فی حساب رُؤیَةِ الْاَهِلَّة
7. تسهیل المجسطی
8. رسالة ثابت بن قرة فی ذکر الافلاک و خَلْقِها
9. قول فی ایضاح الوجه اندی ذکر بطلمیوس عنَّ به استخراج من تقدمه میسرة القمر الدوریه و هی مستویة

### موسیقی
این آثار بر این پایه‌اند:
1. ترجمه کتاب الارثما طیقی یا کتاب المدخل الی علم العدد اثر نیقوماخوس
2. مقاله فی الموسیقی
3. مسألة فی الموسیقی
4. کتاب فی علم الموسیقی (فی موسیقی)
5. رساله من امور الموسیقی